# Heinrich Greinacher
Heinrich Greinacher (Sant Gall, 31 de maig de 1880 - Berna, 17 d'abril de 1974) va ser un físic suís. Es considera un experimentador original i és el desenvolupador del magnetró i del multiplicador de Greinacher ..
Greinacher era l'únic fill del mestre sabater Heinrich Greinacher i la seva esposa Pauline, nascuda a Münzenmayer. Va anar a l'escola a Sant Gall i va estudiar física a Zúric, Ginebra i Berlín. També es va formar com a pianista al Conservatori Superior de Música de Ginebra. Originalment ciutadà alemany, es va naturalitzar el 1894 com a ciutadà suís. A Berlín, Greinacher va assistir a les conferències de Max Planck i es va doctorar el 1904 amb Emil Warburg. Va fer la seva habilitació el 1907 a la Universitat de Zúric i, el 1912, es va traslladar permanentment a Zuric. Del 1924 al 1952, va ser professor titular de Física Experimental a la Universitat de Berna i director de l'Institut Físic (abans Physics Cabinett).
El 1912, Greinacher va desenvolupar el magnetró i va fer una descripció matemàtica fonamental d’aquest tub. El 1914 va inventar el multiplicador Greinacher (un circuit rectificador per duplicar la tensió). El 1920, va generalitzar aquesta idea a un multiplicador de voltatge en cascada i va desenvolupar mètodes de detecció de partícules carregades (comptador proporcional, comptador d’espurnes). Als anys 30, mitjançant un multiplicador d’estil Greinacher inventat independentment per investigar nuclis atòmics, els investigadors britànics Cockroft i Walton van descobrir la radioactivitat artificial .
Greinacher es va casar dues vegades: el 1910 amb l'alemanya Marie Mahlmann, amb qui va tenir dos fills, i de nou el 1933 amb Frieda Urben des d'Inkwil.

## Fundació
El 1988 es va establir una fundació a Berna amb el nom de Heinrich-Greinacher-Stiftung de la finca de la parella Frieda i Heinrich Greinacher. Els ingressos per interessos del capital de la Fundació s'utilitzen per finançar el premi Heinrich Greinacher i per a la promoció de joves investigadors i científics.